# Ermera (tỉnh)
Ermera là một Tỉnh của Đông Timor, nằm ở trung-tây của đất nước. Quận có dân số 103.169 (điều tra 2004) và diện tích là 746 km². Thủ phủ quận là Gleno, cách thủ đô Dili 30 km về phía tây nam. Đô thị Ermera, cũng được gọi là Vila Ermera, cách thủ đô 58 km trên cùng một con đường.
Ermera là một trong hai quận duy nhất không giáp biển tại Đông Timor, quận còn lại là Aileu. Ermera giáp với Liquiçá ở phía bắc, Dili ở phía đông bắc, Aileu ở phía đông, Ainaro ở phía đông nam, và Bobonaro ở phía tây.
Các xã thuộc quận là Atsabe, Ermera, Hatulia, Letefoho và Railaco.
|  |  |